# Ragnhild Michelsen
Ragnhild Michelsen, född 23 juni 1911 i Narvik, död 30 september 2000 i Oslo, var en norsk skådespelare. Hon var gift med skådespelaren, regissören och översättaren Henrik Anker Steen (1912–1970)
Michelsen debuterade 1935 på Søilen Teater i Oslo som Bodil i Hans Aanruds Storken. Hon var därefter engagerad vid Carl Johan Teatret 1935–1940, Den Nationale Scene 1940–1947, Det Norske Teatret 1947–1952, Folketeatret 1952–1959, Oslo Nye Teater 1959–1961 samt Fjernsynsteatret 1961–1981, där hon var en ledande kraft. Hon gästspelade även på Riksteatret.
Vid sidan av teatern verkade hon som filmskådespelare. Hon debuterade 1958 i Ut av mørket och gjorde sin sista filmroll 1990 i Till en okänd.

## Filmografi (urval)
- 1958 – Ut av mørket
- 1960 – Det store varpet
- 1962 – Stompa & Co
- 1963 – Freske fraspark
- 1963 – Stompa, selvfølgelig!
- 1963 – Elskere
- 1965 – Raude roser åt meg (TV-serie)
- 1965 – Stompa forelsker seg
- 1966 – Afrikaneren
- 1967 – Mannen som sänkte Bismarch
- 1968 – Skipper Worse (TV-serie)
- 1971 – 3
- 1974 – Kimen
- 1974 – Under en steinhimmel
- 1974 – Crash
- 1975 – Streik!
- 1979 – Rallarblod
- 1987 – Feldmann saken
- 1990 – Till en okänd